# Го Можо
Го Можо́ (кит. упр. 郭沫若, пиньинь Guō Mòruò, при рождении Го Кайчжэнь (кит. трад. 郭開貞, упр. 郭开贞, пиньинь Guō Kāizhēn), псевдоним — Го Дин-тан; 16 ноября 1892 — 12 июня 1978) — китайский писатель, поэт, историк-марксист, археолог и государственный деятель, первый президент Академии Наук КНР (1949—1978). Автор многочисленных исторических и литературных произведений, а также переводов, в том числе с русского языка. Лауреат Международной Сталинской премии «За укрепление мира между народами» (1951).

## Биография
Родился 16 ноября 1892 года.
Предки Го Можо были бедные хакка, пришедшие в Сычуань из Фуцзяни в XVII веке и постепенно разбогатевшие.

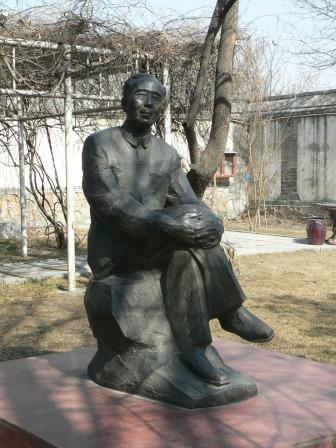
Памятник Го Можо в пекинском парке Шичахай

В 1914 году Го Можо отправился в Японию с целью изучения медицины. Однако вскоре его гораздо больше заинтересовали иностранные языки и литература. Он начал переводить иностранную литературу на китайский язык и, начиная с 1916 года, писать стихи.
Го Можо стал одним из видных участников Движения 4 мая и активным поборником использования общепонятного современного китайского языка (а не вэньяня) в литературе. Его стихи начали появляться в печати в 1919 году.
Окончил медицинский факультет японского университета Кюсю (1923).
Го Можо вернулся в Китай в 1924 году. К этому времени он уже стал убеждённым марксистом.
В 1925 году он стал деканом литературного факультета в Университете им. Сунь Ятсена в Гуанчжоу, где в те годы работали и многие другие революционные китайские писатели, такие как Лу Синь.
Он участвовал в качестве политработника в Национальной революционной армии Китая в совместном Северном походе Гоминьдана и коммунистов против бэйянских милитаристов в 1926—1927 годах.
В 1927 году Го Можо вступил в Коммунистическую партию Китая.
После поражения Наньчанского восстания (август 1927 года), Гоминьдан начал чистки против коммунистов, и в январе 1928 года Го Можо снова отправился в Японию.
Следующее десятилетие (1928—1937) Го провёл в Японии, где он со своей японской женой Томико Сато (Tomiko Satō; 1895—1994) и детьми жили в городе Итикава (префектура Тиба). В это время Го занимался древней китайской историей и палеографией (надписи на бронзовых сосудах, гадательных костях и черепашьих панцирях). Опубликовал десять монографий по археологии периодов Шан и Чжоу и древнекитайской письменности, в том числе «Исследование древнекитайского общества» (1930) и «Исследование корпуса надписей на бронзовых сосудах династии Чжоу» (1935), в которых доказывал, что, в соответствии с марксистской теорией развития общества, древний Китай имел рабовладельческий строй (в итоге относил его существование к периоду от династии Шан до Сражающихся царств). Он также вступил в Лигу левых писателей Китая в 1930 году, а затем — во Всекитайскую ассоциацию работников литературы и искусства по отпору врагу.

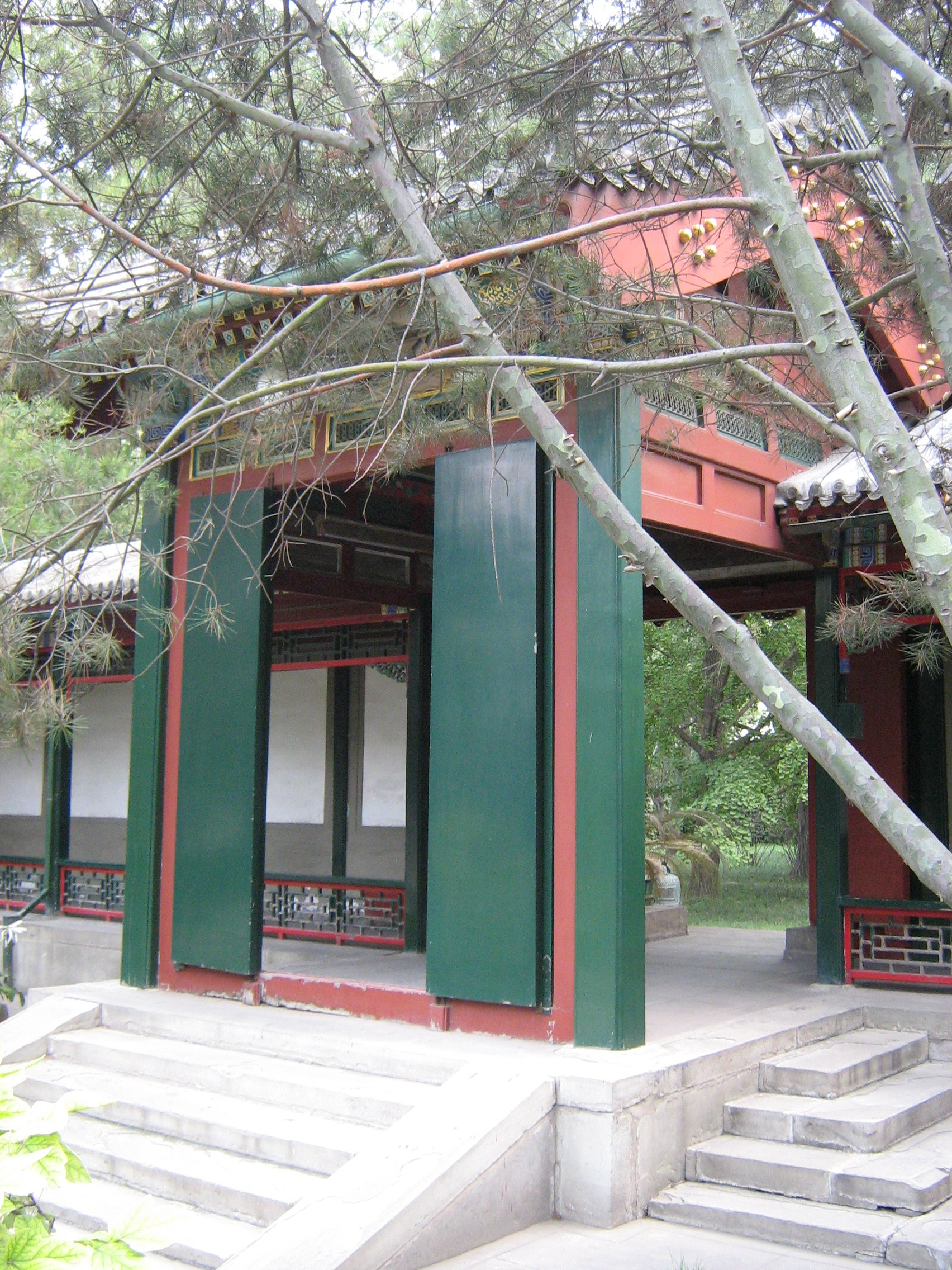
В доме-музее Го Можо в Пекине

Вскоре после инцидента на Лугоуцяо летом 1937 года, Го Можо вернулся в Китай, чтобы участвовать в борьбе с японскими захватчиками. Его попытка организовать приезд Томико Сато и их детей в Китай была сорвана японскими властями. Во время войны Го со своей новой женой, шанхайской актрисой Юй Лицюнь (于立群; 1916—1979), жили главным образом в гоминьдановской столице Чунцине, где, начиная с 1941 года, он написал ряд пьес историко-патриотического содержания.
После победы коммунистов в гражданской войне в 1949 году, Го Можо становится первым председателем Академии Наук КНР, занимая этот пост до своей смерти в 1978 году. Он также возглавил созданный академией Научно-технический университет Китая. Го был одним из руководителей делегации Китая на Конференции солидарности народов Азии и Африки в декабре 1957 года.
В годы Культурной революции, начиная с 1966 года, Го Можо подвергся травле. Чтобы сохранить лицо, он написал публичную самокритику и заявил, что все его предыдущие работы были ошибочными и должны быть сожжены. Затем он обратился к написанию стихов, восхваляющих Культурную революцию и жену Мао Цзян Цин. Двое его сыновей, Го Шиин (郭世英, 1942 — 22.04.1968) и Го Миньин (郭民英, 11.1943 — 12.04.1967), совершили самоубийство в результате «критики» и преследований хунвэйбинами. Сам Го Можо смог пережить культурную революцию (в том числе благодаря своей преданности Мао), и к 1970-м годам опять стал играть важную роль в государстве.
У него было шесть детей с Юй Лицюнь, а после войны несколько из его пятерых детей от Томико, выросших и получивших образование в Японии, также переселились в Китай.

## Поэтическое творчество
Го Мо-жо написал немало стихотворений. Некоторые из них были переведены на русский язык и вошли в четвёртый том «Антологии китайской поэзии», изданный в Москве в 1958 году. Он написал 101 стихотворение, посвящённое 101 виду цветов и включённое в 1959 году в сборник «Пусть расцветают сто цветов» (кит. упр. 百花齐放). 36 из них были переведены на русский язык и изданы в 1960 году в СССР книгой «Стихи о цветах».

## Награды и звания
- Международная Сталинская премия «За укрепление мира между народами» (1951).
- Иностранный член Болгарской АН (1952)
- Иностранный член Академии наук СССР (1958)[5]
- Иностранный член Монгольской академии наук (1961)[6]
- Награда 2500-летие основания Персидской империи (1971)[7]

## Сочинения
- Избранные сочинения. — М., 1955.
- Эпоха рабовладельческого строя. — М., 1956.
- Бронзовый век. — М., 1959.
- Го Мо-жо. Стихи о цветах / Перевод с китайского А. Гитовича. — М.: Издательство иностранной литературы, 1960. Издание содержит стихотворения, опубликованные в 1958 году в газете «Жэньминь жибао».
- Философы древнего Китая. — М., 1961.
- Го Можо. Сочинения: Стихотворения; Драмы; Повести и рассказы: Перевод с китайского. [Сост. и вступ. статья Н. Федоренко.] — М.: Художественная литература, 1990. — 623 с.; 48 000 экз. (Библиотека китайской литературы)